# Marinna
Marinna is een geslacht van rechtvleugeligen uit de familie Mogoplistidae. De wetenschappelijke naam van dit geslacht is voor het eerst geldig gepubliceerd in 1983 door Otte & Alexander.

## Soorten
Het geslacht Marinna omvat de volgende soorten:
- Marinna arapala Otte & Alexander, 1983
- Marinna barinya Otte & Alexander, 1983
- Marinna bumboa Otte & Alexander, 1983
- Marinna ingoorala Otte & Alexander, 1983
- Marinna iranda Otte & Alexander, 1983
- Marinna jerrima Otte & Alexander, 1983
- Marinna mira Otte & Alexander, 1983
- Marinna pallida Chopard, 1925
- Marinna pangarinda Otte & Alexander, 1983
- Marinna ulandi Otte & Alexander, 1983